# 肖恩·布拉德利
尚恩·保羅·布萊德利（英語：Shawn Paul Bradley，1972年3月22日—），出生於西德的兰施图尔，為前美国职业篮球运动员，场上位置為中锋。布萊德利身高7英尺6英寸（2.29米），為聯盟历史上身高第三高的球员。

## 高中生涯
布萊德利成長于美國猶他州的代尔堡，高中也是就讀於猶他州當地的埃莫里高中，也因為這樣的背景使布萊德利成為了一名虔誠的摩門教徒。擁有7呎6吋身高的布萊德利在高中四年平均繳出20.3分、11.5籃板與5.4阻攻的成績，高四那年更有平均25分、17籃板和9阻攻的驚人數據。在校期間布萊德利兩度率隊取得州冠軍，並拿下麥當勞高中全明星賽的最有價值球員獎項，這些榮耀足以讓布萊德利被稱得上是猶他州高中籃球史上最成功的球員之一。

## 大學生涯
布萊德利大學時期就讀於楊百翰大學。他在第一年賽季中34場比賽全部擔任先發並且表現出色，場均可以拿到14.5分、7.7籃板以及5.2阻攻。此外，他以177次阻攻的成績刷新了新人阻攻紀錄，在一級聯盟中排名第一，並入選全美第一隊，楊百翰大學美洲獅隊也在其帶領下打出21勝13敗的戰績。在對上東肯塔基大學的一場比賽中，布萊德利送出了14次阻攻，追平了由大衛·羅賓森所保持的單場阻攻紀錄。
在楊百翰大學待了一年後，作為虔誠摩門教徒的布萊德利選擇前往澳洲服摩門教的義務神職，並加入澳洲當地職業球隊打球。當服務即將期滿時，他並沒有重返大學籃壇，而是參加了1993年NBA選秀。

## 職業生涯

### 費城七六人（1993−1995）
1993年，布萊德利在当年的选秀大會中於首轮第二顺位被费城七六人选中。值得一提的是，在初进联盟之时，七六人对布萊德利寄予厚望，甚至首度地同意他穿上代表球队的七十六号球衣，此前连球队历史巨星朱利叶斯·欧文在加盟时要求穿上七十六号都未被允许，只得改穿六号。進入聯盟後，布萊德利很快地成了一名優秀的阻攻机器，但是他的进攻效率低下。虽然有一手跳投功夫，但是他总找不到合适的出手时机。另外，由于布萊德利始终无法增加自己的体重，導致其在对抗力量型的内线球员时往往顯得软弱。因為其7呎6吋的身高，只要一有人在他頭上完成扣籃，就會被視為驚天之作，布萊德利也因為這樣成為了許多球星海報上面最顯眼的背景人物。而使他被中国球迷熟知的，是在2005年季后赛首轮达拉斯獨行俠對上休斯顿火箭的第二场比赛中，他被火箭隊後衛崔西·麥葛瑞迪飛扣。
七六人管理層認為布萊德利是一名具有高潛力和天賦的球員。因此該團隊請回了隊史傳奇球星摩西·馬龍來擔任布萊德利的導師，希望能夠藉此開發他的低位單打技巧。此外，管理層還僱用了調理顧問帕特·克羅斯和營養師珍妮·蘇巴赫為布萊德利進行調養。但是最後效果不彰。

### 生涯後期（1995−2005）
離開七六人後，布萊德利先后效力過紐澤西籃網和达拉斯獨行俠。布拉德利職業生涯最輝煌的一場比賽是在1998年4月7日獨行俠對上波特蘭拓荒者的比賽，該場比賽他攻下22分、22籃板以及13次阻攻的超級大三元，並且在罰球線上10投10中。從那之後至今的12個賽季中，再沒有人拿到過這一級別的數據。在連續為獨行俠效力幾個賽季之後，布萊德利的膝蓋出現了傷病，數據也開始不斷下降，且在同新来的艾瑞克·丹皮爾的競爭中落入下风，布拉德利的出場時間開始不斷下降，大部分時間都只能坐在板凳上。2005年季后赛结束后，布萊德利宣布退役。
布萊德利职业生涯一共送出2,119次盖帽，截止至2012–13賽季结束，他在NBA总封阻榜上排名第十三名，换算下來每场也有場均2.54次。此外，布萊德利职业生涯一共获得六次大三元，全部都是以得分、篮板和阻攻的方式完成，其中1996年3月，在达拉斯獨行俠對上鳳凰城太陽的比赛中，布萊德利攻下19分、17個籃板以及職業生涯新高的11次阻攻，堪称其职业生涯代表作。

## 職業生涯數據

### NBA例行賽數據統計
| 賽季    | 球隊 | GP  | GS  | MPG  | FG%  | 3P%  | FT%  | RPG | APG | SPG | BPG  | PPG  |
| ------- | ---- | --- | --- | ---- | ---- | ---- | ---- | --- | --- | --- | ---- | ---- |
| 1993–94 | PHI  | 49  | 45  | 28.3 | 40.9 | 0.0  | 60.7 | 6.2 | 2.0 | 0.9 | 3.0  | 10.3 |
| 1994–95 | PHI  | 82  | 59  | 28.8 | 45.5 | 0.0  | 63.8 | 8.0 | 0.6 | 0.7 | 3.3  | 9.5  |
| 1995–96 | PHI  | 12  | 11  | 27.8 | 44.3 | 0.0  | 76.0 | 8.8 | 0.7 | 0.7 | 3.2  | 8.8  |
| 1995–96 | NJN  | 67  | 57  | 29.8 | 44.3 | 25.0 | 67.9 | 7.9 | 0.8 | 0.6 | 3.7  | 12.5 |
| 1996–97 | NJN  | 40  | 38  | 30.7 | 43.6 | 0.0  | 66.4 | 8.1 | 0.5 | 0.6 | 4.0* | 12.0 |
| 1996–97 | DAL  | 33  | 32  | 32.1 | 46.1 | 0.0  | 64.2 | 8.7 | 1.0 | 0.5 | 2.7  | 14.6 |
| 1997–98 | DAL  | 64  | 46  | 28.5 | 42.2 | 33.3 | 72.2 | 8.1 | 0.9 | 0.8 | 3.3  | 11.4 |
| 1998–99 | DAL  | 49  | 33  | 26.4 | 48.0 | 0.0  | 74.8 | 8.0 | 0.8 | 0.7 | 3.2  | 8.6  |
| 1999–00 | DAL  | 77  | 54  | 24.7 | 47.9 | 20.0 | 76.5 | 6.5 | 0.8 | 0.9 | 2.5  | 8.4  |
| 2000–01 | DAL  | 82  | 35  | 24.4 | 49.0 | 16.7 | 78.7 | 7.4 | 0.5 | 0.4 | 2.8  | 7.1  |
| 2001–02 | DAL  | 53  | 16  | 14.3 | 47.9 | 0.0  | 92.2 | 3.3 | 0.4 | 0.5 | 1.2  | 4.1  |
| 2002–03 | DAL  | 81  | 39  | 21.4 | 53.6 | 0.0  | 80.6 | 5.9 | 0.7 | 0.8 | 2.1  | 6.7  |
| 2003–04 | DAL  | 66  | 5   | 11.7 | 47.3 | 0.0  | 83.7 | 2.6 | 0.3 | 0.5 | 1.1  | 3.3  |
| 2004–05 | DAL  | 77  | 14  | 11.5 | 45.2 | 0.0  | 68.3 | 2.8 | 0.2 | 0.3 | 0.8  | 2.7  |
| 生涯    |      | 832 | 484 | 23.5 | 45.7 | 10.3 | 71.6 | 6.3 | 0.7 | 0.6 | 2.5  | 8.1  |

### NBA季後賽數據統計
| 賽季    | 球隊 | GP | GS | MPG  | FG%  | 3P% | FT%  | RPG | APG | SPG | BPG | PPG |
| ------- | ---- | -- | -- | ---- | ---- | --- | ---- | --- | --- | --- | --- | --- |
| 2000–01 | DAL  | 10 | 10 | 25.6 | 52.9 | 0.0 | 76.9 | 7.1 | 0.5 | 0.4 | 3.9 | 6.4 |
| 2001–02 | DAL  | 7  | 0  | 3.6  | 50.0 | 0.0 | 0.0  | 0.7 | 0.0 | 0.0 | 0.1 | 0.9 |
| 2002–03 | DAL  | 17 | 7  | 14.5 | 40.0 | 0.0 | 75.0 | 3.8 | 0.3 | 0.2 | 0.8 | 2.9 |
| 2003–04 | DAL  | 2  | 0  | 1.5  | 0.0  | 0.0 | 0.0  | 0.0 | 0.0 | 0.0 | 0.0 | 0.0 |
| 2004–05 | DAL  | 7  | 0  | 3.9  | 66.7 | 0.0 | 50.0 | 0.9 | 0.0 | 0.0 | 0.3 | 1.3 |
| 生涯    |      | 43 | 17 | 13.0 | 47.8 | 0.0 | 74.1 | 3.4 | 0.2 | 0.2 | 1.1 | 3.0 |

## 個人軼事
- 由於出生在德国的兰施图尔，布萊德利在獨行俠队友德克·諾威斯基的劝说下加入了德国国籍，并曾代表德国队夺得2002年世界篮球锦标赛铜牌。[6]
- 从职业篮球的球场上离开之后，布萊德利成为了位于犹他州西喬丹的西嶺學院（英语：West Ridge Academy）的教職员，那是一所为问题青少年提供帮助的特殊学校。[7]
- 2010年3月19日，布萊德利宣布以共和黨黨員身分参加猶他州眾議院（英语：Utah House of Representatives）第44區議員选举。2010年11月2日，布萊德利以46.49%的支持率不敵提姆·科斯格羅夫（英语：Tim Cosgrove）的51.13%而競選失敗。[8]